# Bull Sessions With "Big Daddy"
«Bull Session with 'Big Daddy'»' es la última pista del álbum Today! de 1965 por el grupo estadounidense The Beach Boys. La pista es una de las pocas canciones habladas en los álbumes de estudio de la banda, mientras que las otras son "Cassius 'Love' vs. Sonny 'Wilson'" en Shut Down Volume 2 y "Our Favorite Recording" de All Summer Long.

## Descripción
La pista es una grabación de una entrevista informal que Earl Leaf le hizo a los Beach Boys. Al Jardine no está presente durante la entrevista, aunque aparece en los créditos. También está presente la esposa de Brian Wilson, Marilyn Wilson (Marilyn). La duración de la pista es de 2 minutos y 10 segundos de largo, pero es sólo un extracto de la entrevista original que dura 20 minutos y 12 segundos. La entrevista no fue editada oficialmente inédito, pero se ha puesto a disposición a través de bootlegs.

## Recepción
A pesar de la brillante recepción para el resto del álbum The Beach Boys Today!, "Bull Session with 'Big Daddy'" se considera en gran medida como relleno. Scott Interrante de PopMatters lo describió como una "pista relleno de charla" y dijo que "durante los dos minutos, hay muy poco material sustancioso, y se cuestiona seriamente por qué fue incluido en absoluto", concluyendo que "creo que todos podemos estar de acuerdo en que el álbum estaría mejor sin él". El autor Andrew Hickey describió la pista como "la cosa más inútil en la discografía de la banda". El escritor Keith Badman llamó a la pista "bizarra".

## Créditos
The Beach Boys
- Mike Love — palabra hablada
- Brian Wilson — palabra hablada
- Carl Wilson — palabra hablada
- Dennis Wilson — palabra hablada

Additional staff
- Earl Leaf — palabra hablada
- Marilyn Wilson — palabra hablada